# AAARGH
AAARGH (фр. Association des Anciens Amateurs de Récits de Guerres et d'Holocaustes, дослівно — Асоціація колишніх любителів історій про війну та Голокост) — французька асоціація, яка була заснована в жовтні 1996 року. Вона займається публікацією та поширенням текстів і творів переважно французьких і німецьких заперечувачів Голокосту різними мовами в Інтернеті, у тому числі Робера Форіссона, Гермара Рудольфа, політиків правого спрямування — колишнього члена NPD Гюнтера Декерта і аргентинського вченого ревізіоніста голокосту та пероніста Норберто Сересоле.
Інтернет-сайт и AAARGH кілька разів закривали рішеннями французьких судів, тому що їх зміст було визнано антисемітським. З 2001 року сайт був розміщений на інтернет-майданчику бельгійської правої організації «Vrij Historisch Onderzoek» (VHO). У 2005 році консорціум з восьми груп, в тому числі SOS-Racisme and the Union des étudiants juifs de France (Союз єврейських студентів Франції), отримали рішення суду, яке змушувало Інтернет-провайдерів у Франції закрити доступ до сайту — першого разу вебсайт був заблокований відповідно до французького законодавства. Це рішення було оскаржене Інтернет-провайдерами на тій підставі, що вони не несуть відповідальності за зміст сайтів. Однак, вирок був підтриманий. Сайт більше не доступний для користувачів Інтернету на французькій території. Відповідно до заборони пошуковик Google блокує у Франції результати пошуку за запитом AAARGH. Однак на сайті AAARGH [Архівовано 26 вересня 2011 у Wayback Machine.] присутні поради як обійти цю заборону за допомогою проксі-серверу.
Німецький Федеральний департамент для запобігання шкідливого впливу ЗМІ на підлітків (Bundesprüfstelle für jugendgefährdende Medien) вважає[джерело?], що AAARGH хотіла показати заперечення голокосту серйозними і нешкідливими малюнками.